# (3602) Lazzaro
(3602) Lazzaro es un asteroide perteneciente al cinturón de asteroides, descubierto el 28 de febrero de 1981 por Schelte John Bus desde el Observatorio de Siding Spring, Nueva Gales del Sur, Australia.

## Designación y nombre
Designado provisionalmente como 1981 DQ2. Fue nombrado Lazzaro en honor a la brasileña experta en ciencias planetarias Daniela Lazzaro.